# Бектеши, Мухарем
Мухарем Бектеши (алб. Muharem Bekteshi; 7 февраля 1918, Косовска-Митровица — 25 апреля 1944, Тирана) — югославский албанский партизан времён Народно-освободительной войны Югославии, Народный герой Югославии.

## Биография
Родился 7 февраля 1919 в Косовской-Митровице. Этнический албанец. До войны учился в ПТУ на машиностроительном отделении. Член КПЮ с 1941 года, в партизанском движении с 1941 года. В качестве политработника действовал в Косовской-Митровице и в Призрене.
В 1943 году с четырьмя друзьями на пути из Ораховца в Джаковицу был арестован албанскими полицейскими и брошен в тюрьму в Тиране, где был убит 25 апреля 1944.
Указом Президиума Народной скупщины ФНРЮ от 7 июля 1952 посмертно награждён орденом и званием Народного героя Югославии.